# Vanda Hădărean

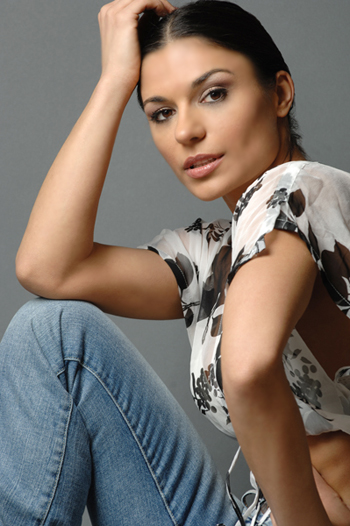
Vanda Hădărean

Vanda Maria Hădărean (* 3. Mai 1976 in Cluj-Napoca) ist eine ehemalige rumänische Kunstturnerin, die zwischen 1990 und 1993 an internationalen Wettbewerben teilnahm. Sie ist olympische Silbermedaillengewinnerin mit der Mannschaft.
Vanda ist außerdem ein erfolgreiches Fitnessmodel, das verschiedene internationale Wettbewerbe gewann. Sie ist dreimalige Miss Fitness World (2008, 2009 und 2010) und viermalige Miss Fitness Canada (2006–2009).

## Turnerkarriere
Sie begann mit acht Jahren zu turnen. Mit 13 wurde sie in die Junioren-Nationalmannschaft berufen und ging zum Trainieren nach Onești. Während ihrer Juniorenkarriere gewann sie alle Titel bei der Junioren-Europameisterschaft, die Goldmedaille am Stufenbarren und wurde Sechste auf dem Balken.

## Seniorenkarriere
Als Seniorin war sie ständiges Mitglied des Teams und gewann mit dem Team die Bronzemedaille bei der Weltmeisterschaft 1991 und die Silbermedaille bei den Olympischen Spielen 1992. Bei den Europameisterschaften im selben Jahr gewann sie Bronze im Einzel-Mehrkampf.

## Fitnesskarriere
2005 gelang ihr ein erfolgreiches Debüt, indem sie den Miss-Fitness-Canada-Titel gewann und Vierte beim Miss-World-Fitness-Wettbewerb wurde. Sie setzte ihre Karriere fort und gewann drei weitere Miss-Fitness-Canada-Titel (2006, 2007, 2008), einen zweiten Rang bei Miss World Fitness und drei Miss-World-Fitness-Titel (2008, 2009, 2010). Sie bietet unter dem Markennamen „Inspired by Vanda“ Trainings für Turner und Fitnessmodels an.